# Salta
Salta (španska izgovarjava: [ˈsalta]) je glavno in najbolj naseljeno mesto istoimenske argentinske province. Po popisu leta 2010 je s 618.375 prebivalci v metropolitanskem območju tudi 7. najbolj naseljeno mesto v Argentini. Mesto je kulturno in gospodarsko središče metropolitanskega območja Valle de Lerma (špansko Área Metropolitana del Valle de Lerma, AMVL), v katerem živi več kot 50,9 % prebivalstva province Salta in vključuje tudi občine La Caldera, Vaqueros, Campo Quijano, Rosario de Lerma, Cerrillos, La Merced in San Lorenzo. Salta je sedež glavnega departmaja, najbolj naseljenega v provinci.
Mesto je bilo uporabljeno kot postaja na poti relija Dakar 2014 in 2016.

## Pregled
Nahaja se v dolini Lerma, na nadmorski višini 1152 metrov, ob vznožju Andov.
Vreme je toplo in suho, letne povprečne padavine so 756 milimetrov padavin in povprečna temperatura 16,4 ° C poleti, 10,8 ° C pozimi. Januar, februar in marec so meseci z največ padavinami. Spomladi Salto občasno pestijo močne, enotedenske prašne nevihte.
Vzdevek Salta la Linda ('Lepa Salta') je zaradi stare, kolonialne arhitekture, prijaznosti do turizma, odličnega vremena in naravne pokrajine dolin proti zahodu; postala je glavna turistična destinacija. Znamenitosti v samem mestu so Cabildo (mestna hiša) iz 18. stoletja, stolnica v neoklasicističnem slogu in osrednji trg 9 de julio skupaj s hribom San Bernardo in okolico. V mestnih muzejih, na primer Arheološkem muzeju je razstavljen širok spekter predmetov in umetniških del domorodnih civilizacij, ki so se razcvetele na tem območju (Salta leži v najjužnejši regiji Inkovskega imperija, ki je pripadal Collasuyu, enemu od štirih področij imperija do španskega osvajanja), pa tudi od španskega osvajanja 16. stoletja ter kolonialnega in postkolonialnega obdobja. Salta je bila nekoč izhodiščeVlaka do oblakov (Tren a las nubes) in na poti do rdeče-umazanega mesta Cafayate, pa tudi do drugih bližnjih turističnih destinacij.
Letališče Martín Miguel de Güemes, 6 kilometrov jugozahodno od mesta, ima redne notranje lete v Buenos Aires, Tucumán, Córdobo, Puerto Iguazú; ter mednarodne lete v Asunción, Rio de Janeiro, Iquique, Limo, Panamo in Santa Cruz de la Sierra.

## Zgodovina
Salto je 16. aprila 1582 ustanovil španski konkvistador Hernando de Lerma, ki je želel naselje, ki bi postalo postojanka med Limo, Perujem in Buenos Airesom. Izvor imena Salta je predmet ugibanj, pri čemer obstaja več teorij.
Med osamosvojitveno vojno je mesto postalo trgovska in vojaška strateška točka med Perújem in argentinskimi mesti. Med leomai 1816 in 1821 je mesto vodil lokalni vojaški vodja general Martín Miguel de Güemes, ki je pod poveljstvom generala Joséja de San Martína branil mesto in okolico pred španskimi silami, ki so prihajale s severa.
Salta je iz neodvisne vojne izšla politično v neredu in finančno bankrotirana, kar je trajalo večino 19. stoletja. Konec 19. in na začetku 20. stoletja pa so prihod italijanskih, španskih in arabskih priseljencev, zlasti Sircev in Libanoncev, oživili trgovino in kmetijstvo po vsem območju, hkrati pa še okrepili večkulturni značaj mesta.

## Demografija
Po popisu prebivalstva iz leta 2001 je imela Salta 462 051 prebivalcev (Indec, 2001), kar predstavlja 25,7-odstotno rast v primerjavi s 367 550 prebivalci (Indec, 1991) prejšnjega popisa, medtem ko je njeno velemestno območje, imenovano Gran Salta, imelo 469 103 prebivalce (Indec, 2001). Za popis prebivalstva leta 2010 je imela Salta 535.303 prebivalce (Indec, 2010) Ocena prebivalstva za leto 2021 je 720.000 prebivalcev.

## Univerze
V mestu Salta sta dva univerzitetna učna centra. Nacionalna univerza Salta, ustanovljena leta 1973 in z več kot 70.000 študenti, je bila leta 2009 uvrščena med tri univerze v Argentini z najboljšo stopnjo izobraževalnih programov. Prav tako je bila leta 1963 postavljena katoliška univerza Salta na severu mesta, ki jo je obiskovalo več kot 40.000 študentov.

## Znamenitosti
V središču mesta so številne zgradbe iz 18. in 19. in začetka 20. stoletja. V smeri urinega kazalca okrog Trga 9. julija so neobaročna stolnica, muzej sodobne umetnosti v francoskem slogu, Cabildo (včasih mestna hiša, danes zgodovinski muzej) in neoklasicistični Arheološki muzej Alta Montaña de Salta, v katerem so artefakti civilizacije Inkov, vključno z mumijami treh otrok Inkov. Plaza je skoraj v celoti obdana z arkadami.
Od Trga 9. julija je le kratek sprehod do cerkve sv. Frančiška in treh mestnih ulic za pešce: Alberdi, Florida in Caseros. Trije bloki v ulici Balcarce, najbližji železniški postaji, so zdaj središče nočnega življenja v Salti, restavracije, pubi in kavarne na obeh pločnikih ter koncerti vsak večer.
Na vzhodu se dviga hrib San Bernardo. Na njegov vrh, s katerega lahko obiskovalci dobijo pogled na mesto in celotno dolino, se pride z avtomobilom, žičnico ali po stopnišču.
- Žičnica (gondola) v Salti v bližini Plaza del Lago
- Cerkev sv. Frančiška
- Stolnica
- Notrajost stolnice
- Ulica Mitre
- Kolonialni hotel
- Trg 9. julija
- Vodnjak in pedalniki Plaza del Lago v Salti

## Kultura in umetnost
Salta je po fizičnem videzu verjetno najbolj špansko mesto v Argentini: toliko, da turisti, ki poznajo Španijo, pogosto najdejo močno podobnost med Salto in andaluzijskimi mesti. Lokalna kultura pa je mešanica španske in gaučo (mestici, kreolci, tako avtohtone kot tujerodne) tradicije, ki daje mestu značilno identiteto, nekoliko drugačno od evropskih, podobnih metropol na jugu.
Mesto se ponaša s tremi gledališči, več muzeji (eden od njih razstavlja popolnoma ohranjena telesa približno 500 let starih Inkov, ki so jih v Andih žrtvovali bogovom Inkov ) in koledar umetniških razstav, predstav, glasbenih festivalov in druge kulturne prireditve.
Ena glavnih dejavnosti v Salti je aprilski festival kulture, ki traja cel mesec in ponuja široko paleto dejavnosti, kot so kulturne predstave, razstava ročnih del in orkestrske predstave v živo.

## V popularni kulturi
- Film Taras Bulba, v katerem igrata Yul Brynner in Tony Curtis, je bil večinoma posnet v hribih zahodno od mesta, blizu San Lorenza.[3]
- Igralec John Schneider (The Dukes of Hazzard and Smallville) je bil del zasedbe Cocaine Wars [4], še en film, posnet v Salti.
- Dva hollywoodska zvezdnika sta se poročila zs domačinkama iz Salte: Matt Damon (z Luciano Bozán Barroso) in Robert Duvall (z igralko Luciano Pedrazo).[5]

## Pobratena mesta
- CHI Iquique, Chile[6]
- CHI Calama, Čile
- ESP San Cristóbal de La Laguna, Tenerife Španija
- BOL Santa Cruz de la Sierra, Bolivija
- BOL Tarija, Bolivija
- ESP Albox, Španija
- VEN Maracay, Venezuela [7]